# Nagy Géza (műfordító)

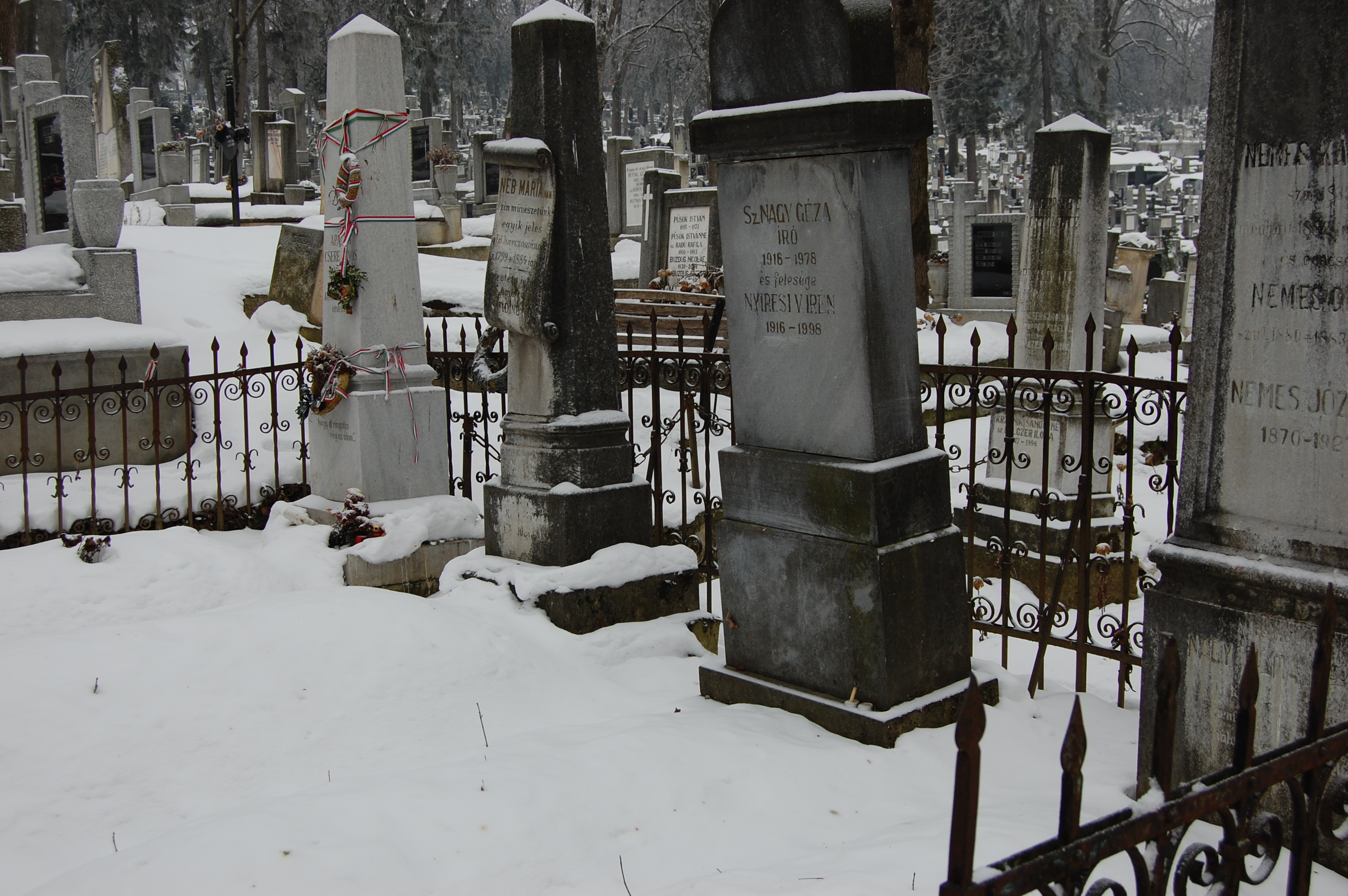
Sírkertje a Házsongárdi temetőben. Balról jobbra: Apáczai Csere János és felesége síremléke; Néb Mária színésznő sírja; Sz. Nagy Géza és felesége sírja

Sz. Nagy Géza (Szotyori) álneve Árva János (Budapest, 1916. május 17. – Kolozsvár, 1978. május 20.) műfordító, helytörténész.

## Életútja, munkássága
A Házsongárdi pantheonban Apáczait is megilletné egy méltó emlékkő – gondolta Szotyori Nagy Géza öregdiák, aki lecsiszoltatta sírkertjük legszebb obeliszkjét és rávésette rektor professzorunk és holland felesége – Aletta van der Maet – nevét Apáczai születésének 350. évfordulójára, hogy legyen hova elhelyezni a kegyelet koszorúit. A gondolat akkor fogalmazódhatott meg szívében, amikor gimnazistaként Kelemen Lajos neves történész vezette végig a Házsongárdban és rámutatott Néb Mária színésznő sírjára, mondván: „minden bizonnyal valahol itt pihen Apáczai is.”
Megemlítendő, hogy amikor a kisnyugdíjas megrendelő alkudni akart a kőfaragóval, az megtudván, hogy nem közpénzről van szó, így szólt: Író úr, maga adta a helyet, s a követ, engedje meg, adhassam én is, ami tőlem telik –, és nem fogadott el egy banit sem. Mélyről szakad fel a kérdés belőlem: hány ilyen kőfaragót nevelünk ma iskoláinkban?
Szőcs Judit
Apátlan-anyátlan hadiárvaként nagybátyja házában nevelkedett. Középiskolai tanulmányait a kolozsvári Református Kollégiumban végezte, 1938–1942 között az egyetem jogi karának hallgatója lett, azonban frontszolgálat miatt kénytelen volt tanulmányait megszakítani.
Kétévnyi hadifogság után 1946. szeptemberében tért vissza Észak-Szibériából, s mint a Református Kollégium segédtanára kezdte újra civil életét. Rövidesen a SOVROM szállítási vállalat kolozsvári kirendeltségénél helyezkedett el; a vállalat megszűnése után az 1960-as évektől kezdve kizárólag műfordítói munkájának jövedelméből élt. Sportjátékvezetőként az ifjúsági labdarúgók nevelésével foglalkozott.
Irodalmi tevékenységét már 1932-ben a kollégiumi önképzőkörben elkezdte, 1935–1941 között az Új Cimborában, majd az Ifjú Erdélyben, az Ellenzékben, a Jóestétben jelentek meg írásai.
1954-ben műfordítói vizsgát tett Bukarestben; mint műfordító a Korunk, Igazság hasábjain jelentkezett.
Neki köszönhetően kapott jelképes emlékhelyet az ismeretlen helyen nyugvó Apáczai Csere János és felesége, Aletta van der Maet, akikkel és a rokon Néb Mária színművésznővel közös sírkertben nyugszik a kolozsvári Házsongárdi temetőben.

## Művei

### Önálló kötetben megjelent fordításai
- Eusebiu Camilar Havasok népe (1957);
- Vasile Alecsandri Világszép Ilonka és Árva Jancsi (1960);
- Színművek (1961)  mindkettő közösen Köllő Károllyal és Veress Zoltánnal;
- Mircea Sântimbreanu Ízes palacsinta (1965);
- Dumitru Almaș A kis furulyás és a citrom (1966);
- Lenin a romániai értelmiség tudatában (1970, többekkel együtt);
- Az arany hármas. Válogatás a mai román ifjúsági prózából (1972);
- A csillagok születése. A mai román költészet antológiája (1972, a verseket bevezető és magyarázó szövegrészeket fordította);
- Ștefan Pascu: A kolozsvári egyetem (1972, Házy Istvánnal).

### Kéziratban rekedt munkái
- Alejandro Casona Nuestra Natacha (a színmű vers- és dalbetéteit Veress Zoltán fordította)
- Romain Gray: Education européenne
- Emile Gaboriau: La corde au cou
- Hajrá, fiúk c. ifjúsági sportregénye (Hirtelen halála miatt befejezetlen maradt)